# Vuelo 262 de Malév
El Vuelo 262 de Malév fue un vuelo charter desde el Aeropuerto Internacional de Budapest Ferenc Liszt al Aeropuerto Internacional de Tesalónica-Macedonia. El 4 de julio de 2000, un Tupolev Tu-154 utilizado en este vuelo  efectuó un aterrizaje sin tren en Salónica, saliéndose de pista, pero fue capaz de volver al aire y aterrizar normalmente tras un go-around. No se notificaron heridos.

## Antes del incidente
El avión normalmente utilizado en este vuelo era el Boeing 737-300. Sin embargo, en el día del incidente, el avión planificado (registro HA-LES) tuvo un problema de motor y fue reemplazado con un Tupolev Tu-154, registro HA-LCR, en el último minuto.
Tras un breve vuelo desde Budapest, el Tupolev comenzó el descenso a su destino en muy buenas condiciones meteorológicas. La trayectoria del vuelo suponía sobrevolar las montañas, con sólo 100 metros sobre las cumbres. El GPWS, detectando las bajas cotas, advirtió constantemente a la tripulación para que desplegasen el tren de aterrizaje. Molestos por la bocina sonora, los pilotos apagaron el sistema.
El avión se aproximó a Salónica sin problemas aparentes pero más rápido de lo normal. Por ello, viró para aproximación final mucho antes de lo previsto. En ese, momento, la pista de aterrizaje prevista, la 28, estaba ocupada por un Boeing 757, autorizado a despegar. El piloto al mando del Tupolev decidió no bajar el tren de aterrizaje y efectuar un go-around.
Sin embargo, como el 757 comenzó el despegue, el capitán decidió aterrizar. Debido al escaso tiempo hasta la toma, la tripulación no tuvo tiempo suficiente para efectuar el checklist(lista de comprobación) pre-aterrizaje. Con el GPWS (Ground Proximity Warning System, Sistema de detección de proximidad del suelo) desactivado, sólo el ATC de torre podía alertar a la tripulación de que el tren estaba plegado. Sin embargo, con la autorización de aterrizaje, los controladores estaban centrados en la salida del 757.

## Primer intento de aterrizaje
Cuando el Tupolev estaba más próximo, un piloto que estaba sentado en su avión en la plataforma descubrió que el Tupolev en fase final de aterrizaje no tenía desplegado su tren de aterrizaje. Gritó en radio: "No gears, overshoot!" (¡No hay tren, frustrar!)
El capitán del vuelo 262 se dio cuenta del problema e inmediatamente ordenó frustrar. Se aplicó máxima potencia, pero puesto que los motores a reacción responden lentamente, el avión continuó descendiendo y tomó contacto con la pista a una velocidad de 300 km/h. El Tupolev derrapó sobre su panza al menos 500 metros. Como los motores estaban a plena potencia, el Tu-154 dejó la tierra, volviendo de nuevo al aire y comenzó a ascender.
El Malév 262 ascendió hasta los 1000 metros y trató de sacar el tren de aterrizaje. El aeropuerto estaba cerca y el avión efectuó una pasada baja sobre la torre de control con el tren bajado antes de intentar aterrizar de nuevo. Tras el aterrizaje con la panza, el Tupolev estuvo en el aire durante 16 minutos y 20 segundos.

## Segundo intento de aterrizaje

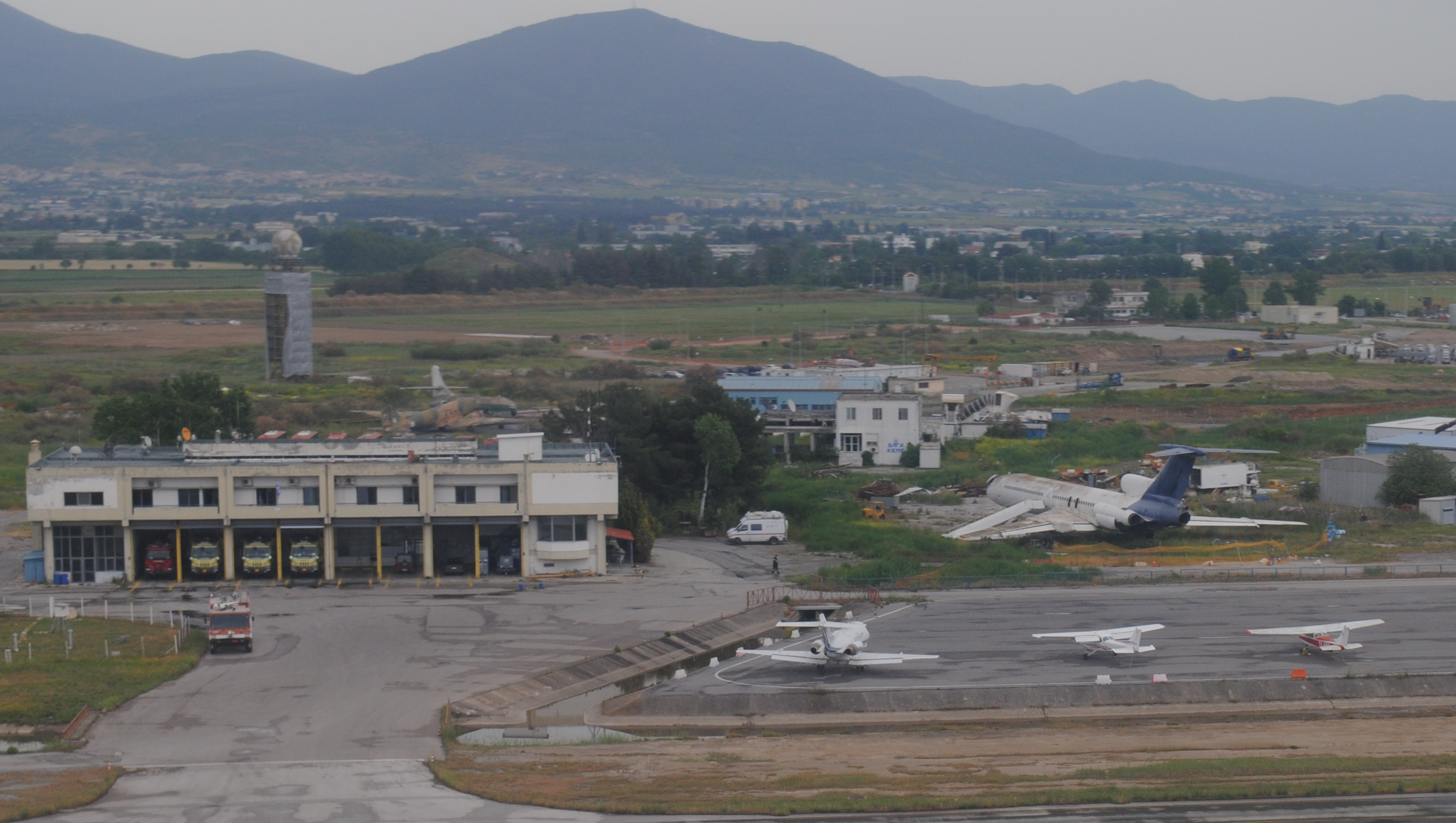
HA-LCR próximo a la estación de bomberos del aeropuerto Internacional de Tesalónica, en abril de 2018

Los pilotos aterrizaron el avión muy lentamente, pero temían que el tren de aterrizaje se plegase y el avión pudiese explotar. El Tupolev llevaba combustible para el vuelo de regreso a Budapest, y había más de 30 toneladas de queroseno a bordo. Sin embargo, el tren aguantó el aterrizaje.
En el momento del incidente, la aerolínea nacional húngara Malév estaba retirando sus antiguos Tupolevs. Malév inspeccionó los daños en el avión y decidió que no era rentable repararlo. Malév donó los restos al departamento de bomberos del aeropuerto. Actualmente los bomberos del aeropuerto de Salónica entrenan en el antiguo HA-LCR.